# Brand meester (televisieserie)
Brand meester is de Nederlandse titel van de televisieserie London's Burning.
Deze serie is in Engeland uitgezonden tussen 1988 en 2002. In Nederland
is deze serie (delen daarvan althans) uitgezonden door de VARA.
De serie gaat over het wel en wee van Blackwall Fire Station, een brandweerkazerne
in Londen, en dan met name over de ploeg Blue Watch.